# 1,2-Diclorotetrafluoroetà
L'1,2-diclorotetrafluoroetà, o R-114, també conegut com a criofluorà (INN), és un clorofluorocarboni (CFC) amb la fórmula molecular ClF2CCF2Cl. El seu ús principal ha estat com a refrigerant. És un gas no inflamable amb una olor dolça, semblant al cloroform, amb un punt crític que es troba a 145,6 °C. i 3,26 MPa. Quan es pressuritza o es refreda, és un líquid incolor. Està inclòs a la llista de productes químics que esgoten la capa d'ozó del Grup Intergovernamental d'Experts sobre el Canvi Climàtic i està classificat com a substància que esgota la capa d'ozó de classe I, grup 1, del Protocol de Montreal.
Quan s'utilitza com un refrigerant, el CFC-114 es classifica com un refrigerant a pressió mitjana.
La Marina dels EUA utilitza R-114 en els seus refrigeradors centrífugs en lloc de R-11 per evitar fuites d'aire i humitat al sistema. Mentre que l'evaporador d'un refrigerador carregat amb R-11 funciona al buit durant el funcionament, l'R-114 produeix aproximadament 0 psig de pressió de funcionament a l'evaporador.
El R-114 fabricat i venut es barrejava normalment amb l'isòmer no simètric 1,1-diclorotetrafluoroetà (CFC-114a), ja que la separació dels dos isòmers és difícil.

## Perills
A banda dels seus immensos impactes ambientals, l'R114, com la majoria dels clorofluoroalcans, forma gas fosgen quan s'exposa a una flama.